# يان دنلوب
يان دنلوب (بالإنجليزية: Ian Dunlop)‏ هو ناقد فني بريطاني، ولد في 1940 في إدنبرة في المملكة المتحدة.